# Финансијски систем
Финансијски систем је један од система који чини једну економију, а који се бави штедњом и инвестицијама. То је скуп скуп финансијских институција, финансијских тржишта, регулативе и техника којима се каналише ниво каматних стопа, трговање финансијским инструментима и креирају финансијске услуге широм света. 
Основна улога финансијских тржишта је усмеравање новца од оних који штеде и имају вишак новца ка потрошачима који га немају довољно. Ово преусмеравање новца повећава економско благостање целог друштва стога што преноси капитал из поседа оних који немају задовољавајуће пословне и инвестиционе могућности у посед оних који их имају, тако повећавајући ефикасност економије. 
Финансијска тржишта могу се класификовати на: 
- дужничка и власничка тржишта,
- примарна и секундарна,
- новчана и капиталска и на
- берзанска и непосредна.

Основни финансијски инструменти су: 
акције, 
- државне, муниципалне и корпоративне обвезнице,
- благајнички записи,
- хипотеке,
- варанти,
- фјучерси,
- комерцијални запис

и  слично. 
По року доспећа деле се на: 
- новчане хартије (краћи од године дана) и
- капиталне хартије (дужи од године дана).

Финансијски посредници су финансијске институције које прикупљају средства преузимајући обавезе према повериоцима и које пласирају та средства купујући имовину, односно дајући зајмове. Финансијске институције врше корисну функцију стога што смањују трансакционе трошкове и умањују проблеме које стварају негативна селекција и морални хазард. 
Основни финансијски посредници припадају трима категоријама:
1. банке (комерцијалне банке, штедне задруге и слично),
2. уговорне штедне институције (осигуравајуће организације, пензијски фондови итд) и
3. инвестициони посредници (инвестициони фондови, финансијске компаније, узајамни фондови итд).

Држава регулише финансијска тржишта из три разлога: да увећа расположиве информације за инвеститоре, да обезбеди здравље финансијског система и да унапреди контролу над монетарном политиком. У том циљу ослања се на прописе о откривању информација, ограничењима ко може да оснује финансијског посредника, ограничењима какву имовину може поседовати финансијски посредник, обезбеђење сигурности депозита, обавезне резерве итд.
Финансијски систем један је од кључних фактора економског развоја и најзначајнији показатељ развијености националне привреде, који указује на учешће земље у међународним економским токовима. Развијену тржишну привреду није могуће замислити без развијеног финансијског система, који обезбеђује усклађеност финансијских тржишта, институција и финансијских инструмената. Развијени финансијски системи су они који обезбеђују несметан приступ финансијама и функционишу у складу са потребама економских учесника, што захтева стабилан правни систем, са развијеним власничким правима, посебно ефикасним спровођењем правних одредби у пракси. Развој националних финансијских институција и тржишта, условљен је културним, етичким, правним, политичким и географским разликама између земаља.
Развијен финансијски систем и ефикасно постављен регулаторни оквир за очување стабилности финансијског система могу ублажити спољашње и унутрашње поремећаје у реалној економији. Финансијски системи су значајни и за повећање продуктивности производње и економски развој једне земље. Ефикаснији финансијски системи подржавају реализацију успешних иновативних пројеката, што ће утиче на бржи економски раст. Насупрот томе, неефикасни финансијски системи креирају спорији привредни раст, мањим улагањем у иновационе пројекте и нижом стопом улагања.